# جری وارد
جری وارد (انگلیسی: Gerry Ward; ۵ اکتبر ۱۹۳۶ – ژانویه ۱۹۹۴) بازیکن فوتبال اهل بریتانیا بود.
از باشگاه‌هایی که در آن بازی کرده‌است می‌توان به باشگاه فوتبال بارنت، باشگاه فوتبال لیتون اورینت، و باشگاه فوتبال آرسنال اشاره کرد.